# 大野和三郎
大野 和三郎（おおの わさぶろう、1955年〈昭和30年〉11月30日 - ）は、日本の政治家。
滋賀県議会議員（4期）、滋賀県犬上郡豊郷町長（2期）、豊郷町議会議員（5期）を務めた。

## 来歴
滋賀県犬上郡豊郷町の畜産農家に生まれる。父の善作は豊郷町議会議員を務めた。豊郷町立豊日中学校卒業。中学卒業後に大野は県外の精肉店で働く。後に、帰郷し、家業を手伝う。帰郷後、父が死去し、1981年25歳で豊郷町議会議員選挙に立候補し、初当選。町議を5期務め、議長も務めた。
1999年豊郷町長選挙に立候補し、現職らを破って当選。豊郷町長時代に町内にある豊郷町立豊郷小学校新築問題（後述）では老朽化と耐震性を理由に旧校舎解体の方針を取った。しかし、町民から戦前に建てられた旧校舎の保存を求める運動が起きた。それにもかかわらず、大野は解体を強行。旧校舎の保存を求める団体は、解体中止を裁判所に訴えた。また、大野に対するリコールが起こり、2003年にリコールが成立。成立後の出直し選挙で再選。旧校舎の解体に関しては住民との和解が成立し、旧校舎の保存が決まった。町長時代は滋賀県町村会長を務めた。
大野は2007年の統一地方選挙では町長選に出馬せず、県議会議員選挙に無所属で出馬したが落選。2011年の統一地方選挙で県議会議員に当選。自民党会派に所属し（のち離党）、2015年に再選。2019年に三選。2023年に4回目の当選を果たしたが、翌2024年11月に不祥事により（後述）滋賀県議を辞職、2025年2月に詐欺罪で懲役1年6か月、執行猶予5年の有罪判決を受けた。

### 豊郷小学校校舎保存問題
町長に就任した大野は、2000年に町立日栄小学校の改築に着手したことに続き、町立豊郷小学校についても施設の老朽化と耐震性を理由として校舎と講堂を解体するとともに、新校舎をする方針を打ち出した。これに町議会も賛成多数で承認した。一方、一部の町民からは1937年完成、豊郷町出身の実業家の古川鉄治郎の寄付で当時、滋賀県在住のアメリカ人建築家ヴォーリズの設計による、当時としては珍しい鉄筋コンクリート造の壮麗な校舎で、暖房設備など当時最先端の技術が積極的に使用され、「白亜の殿堂」「東洋一の小学校」と呼ばれた豊郷小学校の校舎を取り壊すことに反対する意見が出された。町民を対象にしたアンケートでは解体反対が賛成を大きく上回った。2001年10月に「豊郷町の歴史と未来を考える会」が設立され、同会は大津地方裁判所に講堂の解体工事の差し止めを求める仮処分申請を行い、2002年1月に大津地裁は差し止めを認めた。町は地裁の判断を一旦不服として大阪高等裁判所に抗告したものの、講堂を保存する方向に方針転換。しかし、校舎に関しては解体の方針を変更しなかった。
2002年8月、考える会は大津地裁に校舎解体差し止めを求める仮処分を申請し、12月19日に承認されたが、町長の大野は地裁の判断や町民の意向を無視し、20日に解体工事を強行した。工事中、作業員が解体中止を求めて現場に押し掛けた女性を床に倒すなどして、暴行を加えたことがニュースで放送された。これを受けて一部の町民は工事の差し止めを求めて校舎に立てこもり、大野も工事中止を発表した。このような中、大野は24日に方針を転換し、新校舎を建設する一方で、旧校舎を保存すると決定した。
この後、2003年3月、大野に対する解職請求（リコール）が起こり、投票の結果リコールが成立し、大野は町長を一旦失職をした。大野は同年4月に統一地方選挙の一環として行われた出直し町長選挙に立候補した。解体反対派は元町長ら複数の候補者を擁立したことによる分裂もあって、大野は次点と55票差で町長に返り咲いた。選挙前の3月には住民によって新校舎建設の差し止めが請求されたが、6月に着工した豊郷小の新校舎は翌2004年3月に完成した。
「豊郷町の歴史と未来を考える会」側は大野に対する損害賠償請求や校舎建設費の支出差し止め請求と賠償請求の3件の訴訟を起こし、損害賠償請求および支出差し止め請求については、町長への賠償が認められ、支出差し止めを命じる判決が最高裁で確定した。2007年12月には校舎建設費の賠償について、建設業者などが校舎保存のための寄付を行うことを条件に和解が成立し、校舎改築問題に関する一連の訴訟は全て終了した。
2008年10月より、約5億5300万円をかけて旧校舎の耐震・改修工事が開始された。その一方、考える会側も、設計事務所に旧校舎の耐震診断を依頼し、3階の一部への軽微な補強（約500万円）以外の工事は不必要との解析結果が得られたとし、また不必要な工事によって旧校舎の文化財的価値が毀損されたとして、2009年3月に設計事務所と大野の後任の豊郷町長の伊藤定勉に対して、設計監理業務の委託費約3000万円の返還を求める訴訟を起こした。旧校舎は耐震工事完了後の同年5月30日、町立図書館などが入居する『豊郷小学校旧校舎群』として開館した。

## 不祥事

### 不当要求行為
滋賀県議会の議会運営委員長だった大野は2021年11月から12月に全国農業協同組合連合会滋賀県本部（JA全農しが）と特定業者の取引について、県がJA側に見直しを求めるよう要求。11月19日に議運委員長室で県農政水産部長らと面談。「きちっと年内中にけじめをつけておかなければ農水にかかるところの予算、これはペケ。議運のテーマにもしないということ。俺は口に出して言ったことはする」と発言した。12月21日には知事室で滋賀県知事の三日月大造と面談。知事は大野に対し「予算を人質にしたような対応というのは違うのではないか」と反発した。また、別の面談概要では、大野は県幹部に「どあほ」と繰り返したり、「何でやねん」「帰れ」などと発言した。滋賀県議会の政治倫理審査会は、大野が県職員に実現不可能な要求を執拗に繰り返し、過度な負担をかけたなどとして、滋賀県議会議長に対し、大野に文書で警告することなどを求める報告書を提出した。警告書は「議員の職員に対する優越的な関係が背景にある中、決して許すことができない」と指摘。議長は、大野に県議会本会議での陳謝も要求した。2022年2月14日の本会議で大野はこの件に関し陳謝した。3月末、自民党県議団は大野を自民党会派から離脱させることを決定した。

### 政務活動費を巡る詐欺容疑
日本共産党滋賀県議団は大野の2017年度から2020年度にかけて発行した県政報告（第15号から30号）すべてにかかる印刷代と折込み代について、2022年10月に大野への公開質問状を出したが、回答はなかった。同党県議団は11月に滋賀県監査委員に住民監査請求をしたが、監査委員が「監査対象期限を越えている」ため請求は却下された。そのため、同年12月には大津地方検察庁へ大野を刑事告発するなどした。
共産党滋賀県議団によれば、自民党県議団の会派ルールでは、県政報告（個人広報紙）の発行経費を、県議団と県議個人が政活費から折半で支出することができる。この会派ルールを使って、大野は2017年度から2020年度にかけて発行した県政報告すべてにかかる印刷代と折込み代が自民党県議団と大野がほぼ半額ずつ支出したこととされているが、折込み代は大野が全額払った可能性が高いとされる。しかし、その一方で、第18号は県議団から51万1900円が大野に対し支払われた。共産党県議団は「それなら、この中には折込み代が含まれていないはずであり、その全額が印刷代ということになる。そうなると、なぜ印刷代を折半しなかったのかが問われてくる」と指摘した。さらに「図の通り政活費収支報告書に添付されている証拠書類は、会派負担分が金融機関の振込金受領書、大野氏の個人負担分が印刷会社からの領収書である。会派から振り込まれた金額に対し印刷会社から領収書が発行され、それが大野氏個人の証拠書類になっているのではないか。2017年度～2020年度計16回すべての県政報告において同様の処理がなされた（二重請求）疑惑がある」とし、同党県議団は大津地検に刑事告発した。
大津地方検察庁は2024年2月6日、詐欺容疑で大野の県議会議員控え室を家宅捜索した。これを受けて、共産党県議団は2月29日、大野の政務活動費二重取り疑惑に関し、政治倫理審査会（政倫審）の設置に賛同するよう県議会の各会派と県議に要請した。
同年10月17日、自民党滋賀県連に離党届を提出し受理された。同月21日、政務活動費約584万円を詐取したとして大津地方検察庁は大野を詐欺罪で在宅起訴した。その後、11月5日までに大野は議員辞職願を滋賀県議会事務局に提出、11月11日の本会議で辞職が許可された。
2025年1月29日、大津地裁にて初公判が行われ、大野は「その通りです」と起訴内容を認めた。このあと検察は「被告は県議会議員になったころから、家族に政務調査業務補助員としての給与を支払ったように装い、うその領収書を提出していた。また、県政報告の発行で自分の負担を増やしたくないと考え、印刷会社に金額を水増しした領収書を発行させた」などと指摘した。被告人質問で、大野は不正に得た金の使い道を「街宣車のガソリン代や交通費、事務所の光熱費にあてた」と説明し、政治活動以外の私的な支出はしていないと釈明した。裁判官に議員の信頼を失うと考えなかったか問われると、「当時はそういう認識はなかった」と答えた。検察側は論告で、「6年間で89枚ものうその領収書を準備したことなどを踏まえれば、常習的で非常に悪質な犯行であることは明らかだ」などと指摘し、懲役1年6か月を求刑、弁護側は「584万円を返金し、議員を辞職して、真摯に反省している」などとして、執行猶予付きの判決を求めた。
同年2月28日、大津地裁は「議会や議員に対する県民の信頼を裏切っており刑事責任は重い」「収支報告書に架空の支出額を記載するために、長女について勤務実態や給与の支払いがないにも関わらず、給与などを支払ったとするうその領収書を作成するなどした。虚偽の領収書は6年間で89枚にのぼり、長年、県議会議員の地位にあった被告が政務調査費の意義などを無視して犯行に及び、議会や議員に対する県民の信頼を裏切ったことの刑事責任は重い」「返還を免れた政務活動費は多額で、周到に計画され、長期にわたって繰り返された常習的な巧妙かつ狡猾な犯行」などと指摘。その上で、「だまし取った金の返還に応じ、議員を辞職するなどくむべき事情も認められる」など一定の社会的制裁を受けたとして執行猶予を付けたが、手口の悪質性から最長の猶予期間が相当だと判断し、懲役1年6か月、執行猶予5年の有罪判決を言い渡した。